# 粉白越桔
粉白越桔（学名：Vaccinium glaucoalbum），为杜鹃花科越桔属下的一个植物种。